# Eleutherodactylus longipes
Espèce
Synonymes
- Batrachyla longipes Baird, 1859
- Syrrhophus latodactylus Taylor, 1940

Statut de conservation UICN

 LC  : Préoccupation mineure
Eleutherodactylus longipes est une espèce d'amphibiens de la famille des Eleutherodactylidae.

## Répartition
Cette espèce est endémique du Mexique. Elle se rencontre dans les États du Nuevo León, du Tamaulipas, de San Luis Potosi, de Querétaro et d'Hidalgo de 650 à 2 000 m d'altitude dans la Sierra Madre Orientale.

## Publication originale
- Baird, 1859 : Reptiles of the boundary, with notes by the naturalists of the survey, In Report of the United States and Mexican Boundary Survey, Under the Order of Lieut. Col. W.H. Emory, Major First Cavalry, and United States Commissioner, vol. 2, no 2, Department of the Interior, Washington, D.C., p. 1-35.